# Espineta verdosa
L'espineta verdosa (Aethomyias arfakianus) és una espècie d'ocell de la família dels acantízids (Acanthizidae) que habita la selva humida de les muntanyes de Nova Guinea.